# سفیر (فیلم ۲۰۰۵)
«سفیر» (نروژی: Ambassadøren) یک فیلم مستند به کارگردنی Erling Borgen است که در سال ۲۰۰۵ منتشر شد.